# Nolinoideae
Nolinoideae je potporodica šparogovki. Opisana je 1835. Ime je došlo po rodu  Nolina.
Nolinoideae je velika skupina, s 26 rodova i gotovo 600 vrsta. Rod Eriospermum ima oko 100 afričkih vrsta. Mnoge ukrasne i sobne biljke pripadaju rodu Dracaena, uključujući “sretni bambus” (D. braunii), “biljku kukuruz” (D. fragrans) i “biljku zmiju” (D. trifasciata, prije Sansevieria trifasciata). Ostali glavni rodovi uključuju Aspidistra, Ophiopogon, Peliosanthes, Polygonatum, Tupistra i Rohdea.

## Tribusi i rodovi
1. Tribus Eriospermeae Endl. ex Meisn.
  1. Eriospermum Jacq. (115 spp.)
2. Tribus Polygonateae Benth. & Hook.f.
  1. Disporopsis Hance (11 spp.)
  2. Maianthemum F. H. Wigg. (40 spp.)
  3. Heteropolygonatum M. N. Tamura & Ogisu (13 spp.)
  4. Polygonatum Mill. (78 spp.)
  5. Theropogon Maxim. (1 sp.)
  6. Comospermum Rauschert (1 sp.)
3. Tribus Dracaeneae Dumort.
  1. Dracaena Vand. ex L. (211 spp.)
  2. Chrysodracon P. L. Lu & Morden (6 spp.)
4. Tribus Rusceae Dumort.
  1. Danae Medik. (1 sp.)
  2. Semele Kunth (3 spp.)
  3. Ruscus L. (6 spp.)
5. Tribus Ophiopogoneae Voigt
  1. Peliosanthes Andrews (77 spp.)
  2. Liriope Lour. (8 spp.)
  3. Ophiopogon Ker Gawl. (89 spp.)
6. Tribus Nolineae S. Watson
  1. Dasylirion Zucc. (24 spp.)
  2. Beaucarnea Lem. (13 spp.)
  3. Nolina Michx. (35 spp.)
7. Tribus Convallarieae Dumort.
  1. Speirantha Baker (1 sp.)
  2. Convallaria L. (3 spp.)
  3. Reineckea Kunth (2 spp.)
  4. Rohdea Roth (33 spp.)
  5. Tupistra Ker Gawl. (39 spp.)
  6. Aspidistra Ker Gawl. (247 spp.)

## Sinonimi
1. Calibanus Rose →Beaucarnea Lem.
2. Gonioscypha Baker →Rohdea Roth
3. Sansevieria Thunb.  →Dracaena Vand. ex L.
4. Tricalistra Ridl. →Tupistra Ker Gawl.